# マンハッタン・コミュニティ・ボード1

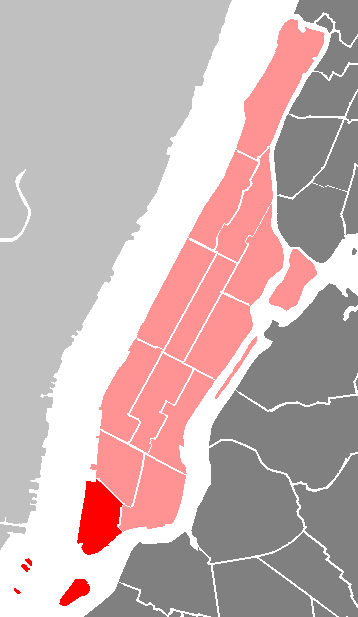
コミュニティ・ボード1

マンハッタン・コミュニティ・ボード1 (Manhattan Community Board 1) は、ニューヨーク市の地域行政区であり、マンハッタンのバッテリー・パーク・シティ、フィナンシャル・ディストリクト、サウス・ストリート・シーポート、ロウアー・マンハッタンのトライベッカなどの近隣住区が含まれており、リバティ島、エリス島、ガバナーズ島も入る。この地区は、東端がバクスター・ストリートとイースト川、南端がアッパー・ニューヨーク湾、西端がハドソン川、北端がキャナル・ストリートである。
マンハッタン・コミュニティ・ボード1の現在の議長は女性のキャサリン・マクベイ・ヒューズであり、スタッフには、地区マネージャーのノア・プフェファーブリット、土地使用・計画監督のマイケル・レヴァイン、代理監督のダイアナ・スウィタージ、コミュニティ連絡のエヴァン・ラシェ、コミュニティ・コーディネーターのルーシー・アセヴェドがいる。

## 人口動態
2010年アメリカ合衆国国勢調査によれば、このコミュニティ・ボードの人口は60,978人で、2000年の34,420人や、1990年の25,366人、1980年の15,918人から増加している。このうち、40,810人 (66.9%) はヒスパニック以外の白人、2,595人 (4.3%) はアフリカ系アメリカ人、10,627人 (17.4%) はアジア・太平洋系、55人 (0.1%) はアメリカ及びアラスカ先住民、ヒスパニック以外の他の人種は264人 (.4%) であり、1,780人 (2.9%) はヒスパニック以外の混血、4,847人 (7.9%) はヒスパニック。2011年時点で人口の5.6%は、行政から支援を受けており、2005年の9.6%から減少した。
面積は、955.6エーカー、または1.5平方マイル (3.9 km2)。